# Bâtiment situé 2 rue Hilandarska à Niš
Le bâtiment situé 2 rue Hilandarska à Niš (en serbe cyrillique : Зграда у Ул. Хиландарска 2 у Нишу ; en serbe latin : Zgrada u Ul. Hilandarska 2 u Nišu) se trouve à Niš, dans la municipalité de Medijana et dans le district de Nišava, en Serbie. Il est inscrit sur la liste des monuments culturels protégés de la république de Serbie (identifiant no SK 746),,.

## Présentation
Le bâtiment, situé 2 rue Hilandarska (ancienne rue Prvog ustanka), a été construit en 1922 dans un style éclectique, avec une décoration influencée par l'Art nouveau pour l'industriel Stavro Cvetković, qui, avec son père Nikola et son frère Jordan Roško, possédait l'un des premiers moulins à vapeur de Niš.
Cette villa est constituée d'un sous-sol et d'un étage ; elle dispose d'une cour, avec un escalier permettant d'accéder à l'entrée. La façade de la rue Hilandarska est divisée en deux parties vers la rue Hilandarska ; la première, plus basse que la seconde, possède deux fenêtres en plein cintre séparées par des piliers ; une niche supplémentaire, de la même largeur et également cintrée s'insère entre ces deux fenêtres ; un relief figurant une amphore y a été placée. La seconde partie de la façade, plus haute et légèrement plus saillante, est dotée d'une seule grande fenêtre demi-circulaire en trois parties ; au-dessus de cette fenêtre se trouvent deux reliefs représentant des têtes féminines et, entre elles, une sorte de console décorative en haut-relief avec un motif végétal. Sous toutes les fenêtres se trouvent des rangées de balustres. Au début et à la fin du toit, se trouvent deux grandes vasques.